# Lista de países por risco de desastre natural

O Índice de Risco Global (WorldRiskIndex) é elaborado anualmente pela Bündnis Entwicklung Hilft e pelo Instituto de Direito Internacional da Paz e Conflitos Armados da Ruhr University Bochum (IFHV), com apoio da ONU. Sua divulgação acontece em setembro. "Todos os anos, milhões de pessoas em todo o mundo sofrem desastres após eventos naturais extremos. Mas sejam terremotos, tempestades ou inundações, o risco de um evento natural se tornar um desastre depende apenas parcialmente da força do próprio evento natural. São igualmente importantes as condições de enquadramento de uma sociedade e as estruturas existentes para responder rapidamente e prestar assistência em caso de emergência", disseram os autores na apresentação.  
Inundações, ondas de calor, secas, terremotos, furacões e tsunamis estão entre os indicadores analisados. 

## História
Divulgado desde 2011, o modelo básico do Índice foi desenvolvido em conjunto com o Instituto Universitário das Nações Unidas para o Meio Ambiente e Segurança Humana (UNU-EHS), mas em 2018 o Institute for International Law of Peace and Armed Conflict (IFHV) da Ruhr-University Bochum assumiu e refinou o sistema de cálculo e a metodologia da coleta de dados, que incluiu, na análise de 2022, 100 indicadores de bancos de dados disponíveis globalmente e acessíveis ao público. O último relatório, de 2022, trouxe a classificação dos 193 países das Nações Unidas pela primeira vez. 

## Metodologia
O último Índice, divulgado em setembro de 2022, calculou o risco de desastres para 193 países. "É calculado por país como a média geométrica de exposição e vulnerabilidade", explica a Bündnis Entwicklung Hilft:  
- exposição: representa a extensão em que as populações estão expostas e sobrecarregadas pelos impactos de terremotos, tsunamis, ciclones, secas e outros fatores; [2]
- vulnerabilidade: mapeia o domínio social e é composta por três dimensões, que são a suscetibilidade, enfrentamento e adaptação. [2]

## Classificação
"Os pontos críticos globais de risco de desastres naturais estão nas Américas e na Ásia", reportou o portal Relief da ONU. 

### Os 10 países com mais risco[1]
As Filipinas, na Ásia, são o país onde há mais possibilidade de acontecer um evento de grande risco para as pessoas, devido, principalmente, as condições geográficas. São mais de 7 mil ilhas que deixam 60% da área total do país exposta a riscos múltiplos como tufões, tempestades e o aumento do nível do mar. Além disto, o país está localizado dentro do “Círculo de Fogo” entre as placas tectônicas da Eurásia e do Pacífico, aumentando o risco de terremotos. 
| Posição | País       | Risco Global |
| 1       | Filipinas  | 46.82%       |
| 2       | Índia      | 42.31%       |
| 3       | Indonésia  | 41.46%       |
| 4       | Colômbia   | 38.37%       |
| 5       | México     | 37.55%       |
| 6       | Myanmar    | 35.49%       |
| 7       | Moçambique | 34.37%       |
| 8       | China      | 28.70%       |
| 9       | Bangladesh | 27.90%       |
| 10      | Paquistão  | 26.75%       |

### Os 10 com menos risco
Os 10 países com menos risco são liderados por Andorra e Mônaco, empatados, com um risco global de 0,26%. 
| Posição | País                | Risco Global |
| 1       | Andorra             | 0.26%        |
| 1       | Mônaco              | 0.26%        |
| 2       | San Marino          | 0.38%        |
| 3       | São Tomé e Príncipe | 0.48%        |
| 4       | Luxemburgo          | 0.52%        |
| 5       | Liechtenstein       | 0.79%        |
| 6       | Singapura           | 0.81%        |
| 7       | Brasil              | 0.83%        |
| 8       | Belarus             | 0.94%        |
| 9       | Malta               | 0.95%        |
| 10      | Bahrein             | 0.97%        |

## Classificação por continentes e regiões
|              | Posição | País                 | Colocação geral |
| África       | 1       | Moçambique           | 7               |
| África       | 2       | Somália              | 14              |
| África       | 3       | Egito                | 24              |
| Américas     | 1       | Colômbia             | 4               |
| Américas     | 2       | México               | 5               |
| Américas     | 3       | Peru                 | 13              |
| Ásia         | 1       | Filipinas            | 1               |
| Ásia         | 2       | Índia                | 2               |
| Ásia         | 3       | Indonésia            | 3               |
| Caribe       | 1       | República Dominicana | 40              |
| Caribe       | 2       | Haiti                | 53              |
| Caribe       | 3       | Cuba                 | 66              |
| Europa       | 1       | Rússia               | 11              |
| Europa       | 2       | Turquia              | 30              |
| Europa       | 3       | Espanha              | 55              |
| Meio Oriente | 1       | Irão                 | 26              |
| Meio Oriente | 2       | Síria                | 42              |
| Meio Oriente | 3       | Arábia Saudita       | 57              |
| Oceania      | 1       | Papua Nova-Guiné     | 16              |
| Oceania      | 2       | Austrália            | 22              |
| Oceania      | 3       | Ilhas Salomão        | 33              |

## Países lusófonos
Os cinco países lusófonos onde o risco é mais alto de ocorrer um desastre natural são: 
| Posição | País         | Colocação geral |
| 1       | Moçambique   | 7               |
| 2       | Brasil       | 43              |
| 3       | Angola       | 47              |
| 4       | Portugal     | 80              |
| 5       | Guiné-Bissau | 96              |